# 대구시 북구
대구시 북구는 대한민국의 옛 국회의원 선거구이다. 당시 경상북도 대구시 북구 지역을 관할했다.

## 역사
제8대 국회의원 선거를 앞두고 대구시 북구·서구에서 북구 지역이 단독 선거구를 이루게 되면서 신설되었다.
제9대 국회의원 선거를 앞두고 대구시 중구, 대구시 서구와 함께 대구시 중구·서구·북구 선거구를 이루게 되면서 폐지되었다.

## 역대 국회의원
| 선거   | 정당 | 정당       | 의원   |
| ------ | ---- | ---------- | ------ |
| 1971년 |      | 민주공화당 | 강재구 |

## 역대 선거 결과

### 대한민국 제8대 국회의원 선거
|  | 51.11% |

|  | 45.97% |

|  | 2.42% |

|  | 0.28% |

|  | 0.19% |